# Juan I de Oldemburgo
Juan I (h. 1204 - h. 1270) fue un noble alemán, conde de Oldemburgo desde 1233 hasta su muerte.
Su padre, Cristián II, gobernó junto con su tío, Otón I. Después de que Cristián II muriese en 1233, Otón I actuó como tutor para un Juan I menor de edad. Cuando llegó a la madurez, gobernó junto con Otón I, y en solitario después de que muriese en 1251. En 1244, Otón I y Juan I juntos fundaron el monasterio cisterciense Rosenthal en Menslage.  En 1251, el monasterio se trasladó a un fuerte en el bosque de Börsteler, que ya era propiedad de Juan I.
En 1258 y 1259, luchó en el enfrentamiento con el Principado-arzobispado de Bremen de parte de su primo Hildeboldo de Wunstorf contra Rüstringen, Östringen y Stedingen.  Cuando terminó esa pelea, mantuvo los territorios que había conquistado. Tras una disputa con la ciudad de Bremen, tuvo que ceder el castillo en Berne. A cambio, Juan I y su tío construyeron un castillo en Delmenhorst, lo que provocó una fuerte reacción de Stedingen.
Como sus predecesores, tuvo muchas disputas con sus pafrientes, los condes de Oldemburgo-Wildeshausen. Al final, su condado se dividió entre los obispos de Münster y Bremen. Esto dio como resultado que Oldemburgo y Delmenhorst quedaran casi por completo rodeados por estos territorios, y llevó a siglos de disputas entre los condes de Oldemburgo y los dos príncipes-arzobispos.
Es antepasado directo, por línea materna, del rey Felipe VI de España, y por el lado paterno de muchos reyes de Dinamarca y zares de Rusia.

## Matrimonio y descendencia
Se casó con Riquilda, una hija del conde Enrique II de Hoya, y tuvieron los siguientes hijos:
- Heilwig, que casó con Ekbert, conde de Bentheim-Tecklenburg (m. h. 1309/11)[1]
- Cristián III (h. 1250-1285)
- Mauricio (m. 1319), sacerdote en Wildeshausen
- Otón II (m. 1304)